# برنارد كوين
برنارد كوين (بالإنجليزية: Bernard Quinn)‏ هو لاعب كرة قدم بريطاني في مركز ظهير ‏، ولد في 17 سبتمبر 1947 في غلاسكو في المملكة المتحدة. لعب مع كوين أوف ساوث.